# SLG
SLG, właśc. Łukasz Seliga – polski DJ oraz producent muzyczny pochodzący z Łodzi, tworzący muzykę z gatunku minimal techno. W 2005 roku zadebiutował minialbumem Quarter Past Eleven wydanym przez wytwórnię muzyczną Level.

## Dyskografia[3]

### Minialbumy
- Quarter Past Eleven (2005)
- Split (2005, razem z 3 Channels)
- Slapback (2007)
- Invisible (2007)
- Turnaround  (2010)
- Protop (2012)

### Single
- Nine Hours (2006)
- Caffeine (2006)
- Earthworm (2007)
- Remixe Pt1 (2007)
- Remixe Pt2 (2007)
- Sopot (2007)
- Lost In Shibuya (2008)
- Varsovia Marimba (2015)